# Selling the Drama
«Selling the Drama» es el primer sencillo del álbum de Live, Throwing Copper y llegó a la posición número uno en la lista Modern Rock Tracks del Billboard, convirtiéndose en el primer de tres sencillos que llegaron a la cima de esta lista.

## Lista de canciones
Todas las canciones escritas por Live.

### EE.UU. promo CD (RAR5P-2911)
1. «Selling the Drama» - 3:27

### EE.UU. promo CD (RAR3P-2979)
1. «Selling the Drama» - 3:28
2. «The Dam at Otter Creek» - 4:42
3. «Shit Towne» - 3:47

### EE.UU. casete (RARCS-54816)
1. «Selling the Drama» - 3:26

1. «Lightning Crashes» - 5:25

### EE.UU. promo 10" (RAR8P-2984)
| 1. «Selling the Drama» - 3:26 1. «The Dam at Otter Creek» - 4:40 2. «Shit Towne» - 3:48 |

### Australia CD (RAD 31542)
1. «Selling the Drama» - 3:26
2. «The Dam at Otter Creek» - 4:40
3. «Shit Towne» - 3:48

### Reino Unido CD (RAXTD 11)
1. «Selling the Drama» - 3:27
2. «Selling the Drama» (Acoustic) - 3:40
3. «White, Discussion» - 4:39

### Reino Unido CD (RAXTD 17)
1. «Selling the Drama» - 3:26
2. «I Alone» (Bootleg) - 4:23
3. «Operation Spirit (The Tyranny of Tradition)» (Bootleg) - 4:53

### Reino Unido CD (RAXXD 17)
1. «Selling the Drama» - 3:26
2. «The Dam at Otter Creek» (Bootleg) - 5:35
3. «Selling the Drama» (Bootleg) - 3:35

### Reino Unido casete (RAXC 11)
1. «Selling the Drama» - 3:26
2. «Selling the Drama» (Acoustic) - 3:40
3. «White, Discussion» - 4:40

1. «Selling the Drama» - 3:26
2. «Selling the Drama» (Acoustic) - 3:40
3. «White, Discussion» - 4:40

### Reino Unido casete (RAXC 17)
1. «Selling the Drama» - 3:25
2. «The Dam at Otter Creek» (Bootleg) - 3:35

1. «Selling the Drama» - 3:25
2. «The Dam at Otter Creek» (Bootleg) - 3:35

### Reino Unido promo 12" (WRAXT 17)
1. «Selling the Drama» - 3:25

1. «Operation Spirit (The Tyranny of Tradition)» (Live) - 3:35
2. «I Alone» (Live) - 5:35

### CD Europeo (RAD 33128)
1. «Selling the Drama» - 3:26
2. «The Dam at Otter Creek» (Bootleg) - 5:35
3. «Selling the Drama» (Bootleg) - 3:35

### CD Francés (RAD 32228)
1. «Selling the Drama» - 3:27
2. «Selling the Drama» (Acoustic) - 3:38

### CD Alemán (RAD 31974)
1. «Selling the Drama» - 3:27
2. «Selling the Drama» (Acoustic) - 3:40
3. «White, Discussion» (Special Radio Edit) - 4:40

### CD Alemán(RAD 32228)
1. «Selling the Drama» - 3:27
2. «Selling the Drama» (Acoustic) - 3:38

### Promo split Italiano 7" (PR011)
1. E.Y.C. - «Black Book» (Radio Mix) - 3:58

1. Live - «Selling the Drama» - 3:26

- Datos: Q5848142